# Сент-Уан-дю-Тієль
Сент-Уа́н-дю-Тіє́ль (фр. Saint-Ouen-du-Tilleul) — муніципалітет у Франції, у регіоні Нормандія, департамент Ер. Населення — 1762 особи (01.01.2021).
Муніципалітет розташований на відстані близько 115 км на північний захід від Парижа, 20 км на південний захід від Руана, 34 км на північний захід від Евре.

## Історія
До 2015 року муніципалітет перебував у складі регіону Верхня Нормандія. Від 1 січня 2016 року належить до нового об'єднаного регіону Нормандія.

## Демографія
Динаміка населення (INSEE ):
Розподіл населення за віком та статтю (2006):
| Стать | Всього | До 15 років | 15-24 | 25-44 | 45-64 | 65-85 | Понад 85 |
| --- | ------ | ----------- | ----- | ----- | ----- | ----- | -------- |
| Чоловіки | 764    | 128         | 104   | 167   | 247   | 99    | 19       |
| Жінки | 779    | 108         | 84    | 216   | 233   | 108   | 30       |
| \| Статево-вікова піраміда \| Статево-вікова піраміда \| Статево-вікова піраміда \| \| ----------------------- \| ----------------------- \| ----------------------- \| \| Чоловіки \| Вік \| Жінки \| \| 19 \| 85 + \| 30 \| \| 16 \| 80-84 \| 34 \| \| 24 \| 75-79 \| 19 \| \| 24 \| 70-74 \| 43 \| \| 35 \| 65-69 \| 12 \| \| 40 \| 60-64 \| 35 \| \| 60 \| 55-59 \| 87 \| \| 79 \| 50-54 \| 75 \| \| 68 \| 45-49 \| 36 \| \| 67 \| 40-44 \| 68 \| \| 40 \| 35-39 \| 64 \| \| 36 \| 30-34 \| 44 \| \| 24 \| 25-29 \| 40 \| \| 36 \| 20-24 \| 28 \| \| 68 \| 15-20 \| 56 \| \| 28 \| 10-14 \| 36 \| \| 52 \| 5-9 \| 28 \| \| 48 \| 0-4 \| 44 \| |        |             |       |       |       |       |          |
| Статево-вікова піраміда |        |             |       |       |       |       |          |
| Чоловіки | Вік    | Жінки       |       |       |       |       |          |
| 19 | 85 +   | 30          |       |       |       |       |          |
| 16 | 80-84  | 34          |       |       |       |       |          |
| 24 | 75-79  | 19          |       |       |       |       |          |
| 24 | 70-74  | 43          |       |       |       |       |          |
| 35 | 65-69  | 12          |       |       |       |       |          |
| 40 | 60-64  | 35          |       |       |       |       |          |
| 60 | 55-59  | 87          |       |       |       |       |          |
| 79 | 50-54  | 75          |       |       |       |       |          |
| 68 | 45-49  | 36          |       |       |       |       |          |
| 67 | 40-44  | 68          |       |       |       |       |          |
| 40 | 35-39  | 64          |       |       |       |       |          |
| 36 | 30-34  | 44          |       |       |       |       |          |
| 24 | 25-29  | 40          |       |       |       |       |          |
| 36 | 20-24  | 28          |       |       |       |       |          |
| 68 | 15-20  | 56          |       |       |       |       |          |
| 28 | 10-14  | 36          |       |       |       |       |          |
| 52 | 5-9    | 28          |       |       |       |       |          |
| 48 | 0-4    | 44          |       |       |       |       |          |

## Економіка
2010 року серед 934 осіб працездатного віку (15—64 років) 673 були активними, 261 — неактивною (показник активності 72,1%, у 1999 році було 67,5%). З 673 активних мешканців працювало 618 осіб (314 чоловіків та 304 жінки), безробітними було 55 (30 чоловіків та 25 жінок). Серед 261 неактивної 69 осіб було учнями чи студентами, 131 — пенсіонерами, 61 була неактивною з інших причин.

У 2010 році в муніципалітеті числилось 607 оподаткованих домогосподарств, у яких проживали 1543,5 особи, медіана доходів виносила 21 742 євро на одного особоспоживача